# 가미샤쿠지이 차량기지
가미샤쿠지이 차량기지(일본어: 上石神井車両基地)는 일본 도쿄도 네리마구에 위치한 세이부 철도 소속의 전동차 차량기지로, 가미샤쿠지이 역 부근에 위치한다. 신주쿠 선에 운행하는 열차 중에는 이곳에 소속되는 차량은 없으며, 대부분 미나미이리소 차량기지에 소속되어 있다.

## 같이 보기
- 세이부 철도 신주쿠 선